# Championnats d'Amérique du Sud d'athlétisme 1985
Navigation
Santa Fe 1983 São Paulo 1987
Les 33e Championnats d'Amérique du Sud d'athlétisme ont eu lieu à Santiago, au Chili.

## Résultats

### Épreuves masculines
| Épreuves | Or                              | Or                | Argent                       | Argent          | Bronze                     | Bronze          |
| --- | ------------------------------- | ----------------- | ---------------------------- | --------------- | -------------------------- | --------------- |
| 100 mètres | Arnaldo da Silva Brésil         | 10 s 39           | Robson da Silva Brésil       | 10 s 45         | Enrique Canavire Venezuela | 10 s 69         |
| 200 mètres | Robson da Silva Brésil          | 20 s 70           | Oscar Barrionuevo Argentine  | 21 s 42         | Sérgio Menezes Brésil      | 21 s 47         |
| 400 mètres | Héctor Daley Panama             | 46 s 06 CR        | Sérgio Menezes Brésil        | 46 s 53         | Aaron Phillips Venezuela   | 46 s 66         |
| 800 mètres | Luis Migueles Argentine         | 1 min 46 s 90 CR  | Igor Costa Brésil            | 1 min 47 s 61   | Rinaldo Gomes Brésil       | 1 min 49 s 35   |
| 1 500 mètres | Adauto Domingues Brésil         | 3 min 42 s 16 CR  | Emilio Ulloa Chili           | 3 min 43 s 63   | Ricardo Vera Uruguay       | 3 min 46 s 87   |
| 5 000 mètres | Omar Aguilar Chili              | 13 min 53 s 69 CR | Silvio Salazar Colombie      | 14 min 03 s 18  | João de Souza Brésil       | 14 min 09 s 43  |
| 10 000 mètres | Omar Aguilar Chili              | 28 min 39 s 90 CR | João de Souza Brésil         | 29 min 02 s 34  | Silvio Salazar Colombie    | 29 min 03 s 34  |
| Marathon | Elói Schleder Brésil            | 2 h 22 min 13 s   | José San Martín Chili        | 2 h 24 min 10 s | Mauricio Arancibia Chili   | 2 h 26 min 41 s |
| 3000 mètres steeple | Adauto Domingues Brésil         | 8 min 44 s 38 CR  | Ricardo Vera Uruguay         | 8 min 44 s 85   | Emilio Ulloa Chili         | 8 min 45 s 27   |
| 110 mètres haies | Pedro Chiamulera Brésil         | 13 s 87 CR        | Joilto Bonfim Brésil         | 14 s 21         | George Biehl Chili         | 14 s 40         |
| 400 mètres haies | Pedro Chiamulera Brésil         | 49 s 71 CR        | Antônio Díaz Ferreira Brésil | 50 s 36         | Wilfredo Ferrer Venezuela  | 51 s 36         |
| Saut en hauteur | Milton Riitano Francisco Brésil | 2,17 m CR         | Fernando Pastoriza Argentine | 2,11 m          | Cláudio Freire Brésil      | 2,08 m          |
| Saut à la perche | Oscar Veit Argentine            | 4,90 m CR         | Jaime Silva Chili            | 4,80 m          | Elson de Souza Brésil      | 4,80 m          |
| Saut en longueur | Enrique Canavire Venezuela      | 7,54 m            | Olivier Cadier Brésil        | 7,46 m          | Sergio Roh Argentine       | 7,20 m          |
| Triple saut | Francisco dos Santos Brésil     | 16,87 m           | Jailto Bonfim Brésil         | 16,06 m         | Roberto Audain Venezuela   | 15,62 m         |
| Lancer du poids | Gert Weil Chili                 | 20,14 m CR        | Adilson Oliveira Brésil      | 17,13 m         | José Jara Chili            | 16,20 m         |
| Lancer du disque | José de Souza Brésil            | 53,10 m           | Carlos Brynner Argentine     | 51,60 m         | Otmar Welsch Brésil        | 50,92 m         |
| Lancer du marteau | Daniel Gómez Argentine          | 60,26 m           | Celso de Moraes Brésil       | 60,20 m         | Pedro Rivail Atílio Brésil | 60,04 m         |
| Lancer du javelot | Juan Garmendia Argentine        | 75,10 m CR        | Luis Lucumí Colombie         | 70,64 m         | Gustavo Wielandt Chili     | 70,30 m         |
| Décathlon | Paulo Lima Brésil               | 7341 pts          | Carlos Martín Argentine      | 6770 pts        | Claudio Escauriza Paraguay | 6599 pts        |
| 20 kilomètres marche | Jorge Yannone Argentine         | 1 h 39 min 04 s   | Juan Yanes Venezuela         | 1 h 42 min 23 s | Jorge Torrealba Venezuela  | 1 h 45 min 41 s |
| Relais 4 × 100 mètres | Brésil                          | 40 s 00           | Chili                        | 40 s 69         | Venezuela                  | 40 s 87         |
| Relais 4 × 400 mètres | Brésil                          | 3 min 07 s 96 CR  | Argentine                    | 3 min 10 s 21   | Venezuela                  | 3 min 11 s 29   |
| Records et Performances - AR : Record continental (area record) - CR : Record des championnats (championship record) - MR : Record du meeting (meet record) - NR : Record national (national record) - OR : Record olympique (olympic record) - PR : Record paralympique (paralympic record) - PB : Record personnel (personal best) - SB : Meilleure performance personnelle de la saison (season's best) - WL : Meilleure performance mondiale de l'année (world leader) - WJR : Record du monde junior (world junior record) - WR : Record du monde (world record) Circonstances et Conditions - DNF : N'a pas terminé (did not finish) - DNS : N'a pas pris le départ (did not start) - DQ : Disqualification (disqualification) - NM : Aucun essai valable enregistré (No Mark) - Q : Qualifié « directement » au prochain tour (ou à la prochaine compétition), lors d'une compétition majeure, grâce au classement ou à la réalisation des minima (automatic qualifier) - q : Qualifié au prochain tour (ou à la prochaine compétition), lors d'une compétition majeure, grâce au repêchage ou à la réalisation de l'une des meilleures performances parmi celles des « non qualifiés directement » (grâce au meilleur temps ou à la meilleure distance par exemple) (secondary qualifier) |                                 |                   |                              |                 |                            |                 |

### Épreuves féminines
| Épreuves | Or                           | Or                | Argent                      | Argent         | Bronze                      | Bronze         |
| --- | ---------------------------- | ----------------- | --------------------------- | -------------- | --------------------------- | -------------- |
| 100 mètres | Patricia Pérez Chili         | 11 s 78           | Cláudia Santos Brésil       | 12 s 02        | Daisy Salas Chili           | 12 s 11        |
| 200 mètres | Claudileia dos Santos Brésil | 23 s 99           | Patricia Pérez Chili        | 24 s 13        | Liliana Chalá Équateur      | 24 s 26        |
| 400 mètres | Norfalia Carabalí Colombie   | 53 s 25 CR        | Elba Barbosa Brésil         | 54 s 36        | Margarita Grün Uruguay      | 54 s 39 NR     |
| 800 mètres | Alejandra Ramos Chili        | 2 min 03 s 54 CR  | Soraya Telles Brésil        | 2 min 06 s 30  | Elba Barbosa Brésil         | 2 min 09 s 21  |
| 1 500 mètres | Alejandra Ramos Chili        | 4 min 20 s 16 CR  | Monica Regonesi Chili       | 4 min 22 s 45  | Fabiola Rueda Colombie      | 4 min 22 s 63  |
| 3 000 mètres | Monica Regonesi Chili        | 9 min 29 s 67 CR  | Carmen de Oliveira Brésil   | 9 min 30 s 37  | Fabiola Rueda Colombie      | 9 min 31 s 10  |
| 10 000 mètres | Monica Regonesi Chili        | 34 min 31 s 37 CR | Carmen de Oliveira Brésil   | 34 min 47 s 02 | Margot Vargas Argentine     | 36 min 16 s 80 |
| 100 mètres haies | Beatriz Capotosto Argentine  | 13 s 87           | Susana Jenkins Argentine    | 13 s 94        | Juraciara da Silva Brésil   | 13 s 97        |
| 400 mètres haies | Maria do Carmo Fialho Brésil | 59 s 45 CR        | Cornelia Holzinger Brésil   | 60 s 28        | Claudia Oxman Chili         | 61 s 42        |
| Saut en hauteur | Ana Maria Marcón Brésil      | 1,88 m CR         | Carmen Garib Chili          | 1,76 m         | Conceição Geremias Brésil   | 1,73 m         |
| Saut en longueur | Conceição Geremias Brésil    | 6,04 m            | Silvia Murialdo Argentine   | 5,81 m         | Graciela Acosta Uruguay     | 5,81 m         |
| Lancer du poids | Maria Fernandes Brésil       | 14,89 m           | Jazmín Cirio Chili          | 14,50 m        | Marinalva dos Santos Brésil | 14,44 m        |
| Lancer du disque | Márcia Barbosa Brésil        | 46,16 m           | Marinalva dos Santos Brésil | 43,50 m        | Daphne Birnios Argentine    | 42,20 m        |
| Lancer du javelot | Mônica Rocha Brésil          | 52,08 m CR        | Sueli dos Santos Brésil     | 51,52 m        | Patricia Guerrero Pérou     | 45,38 m        |
| Heptathlon | Ana María Comaschi Argentine | 4866 pts          | Nancy Vallecilla Équateur   | 4865 pts       | Rita Geremias Brésil        | 4710 pts       |
| Relais 4 × 100 mètres | Chili                        | 45 s 80           | Brésil                      | 46 s 09        | Argentine                   | 46 s 80        |
| Relais 4 × 400 mètres | Brésil                       | 3 min 39 s 77 CR  | Uruguay                     | 3 min 41 s 49  | Chili                       | 3 min 43 s 85  |
| Records et Performances - AR : Record continental (area record) - CR : Record des championnats (championship record) - MR : Record du meeting (meet record) - NR : Record national (national record) - OR : Record olympique (olympic record) - PR : Record paralympique (paralympic record) - PB : Record personnel (personal best) - SB : Meilleure performance personnelle de la saison (season's best) - WL : Meilleure performance mondiale de l'année (world leader) - WJR : Record du monde junior (world junior record) - WR : Record du monde (world record) Circonstances et Conditions - DNF : N'a pas terminé (did not finish) - DNS : N'a pas pris le départ (did not start) - DQ : Disqualification (disqualification) - NM : Aucun essai valable enregistré (No Mark) - Q : Qualifié « directement » au prochain tour (ou à la prochaine compétition), lors d'une compétition majeure, grâce au classement ou à la réalisation des minima (automatic qualifier) - q : Qualifié au prochain tour (ou à la prochaine compétition), lors d'une compétition majeure, grâce au repêchage ou à la réalisation de l'une des meilleures performances parmi celles des « non qualifiés directement » (grâce au meilleur temps ou à la meilleure distance par exemple) (secondary qualifier) |                              |                   |                             |                |                             |                |

## Tableau des médailles
| Rang | Nation    | Or | Argent | Bronze | Total |
| ---- | --------- | -- | ------ | ------ | ----- |
| 1    | Brésil    | 21 | 19     | 12     | 52    |
| 2    | Chili     | 9  | 8      | 8      | 25    |
| 3    | Argentine | 7  | 7      | 4      | 18    |
| 4    | Colombie  | 1  | 2      | 3      | 6     |
| 5    | Venezuela | 1  | 1      | 7      | 9     |
| 6    | Panama    | 1  | 0      | 0      | 1     |
| 7    | Uruguay   | 0  | 2      | 3      | 5     |
| 8    | Équateur  | 0  | 1      | 1      | 2     |
| 9    | Paraguay  | 0  | 0      | 1      | 1     |
| 9    | Pérou     | 0  | 0      | 1      | 1     |